# Instituto de Estudios Políticos (UdeA)
El Instituto de Estudios Políticos es una unidad académica de la Universidad de Antioquia -UdeA-, fundada en 1988, se encuentra ubicado en la Ciudad Universitaria, campus ubicado en la ciudad colombiana de Medellín. El primer director fue Carlos Gaviria Díaz. El Instituto se dedica a formar profesionales a nivel de posgrado en el campo de los Estudios Políticos y la Ciencia Política para contribuir al desarrollo humano y social, fundamentándose en la investigación y la extensión por medio de un currículo que atiende problemas de la región y la nación.

## Investigación
Grupos de investigación con los que cuenta el Instituto.
- Grupo Hegemonías, Guerras y Conflictos. Categoría A (Colciencias)
- Grupo Estudios Políticos. Categoría B (Colciencias).

## Revista Estudios Políticos

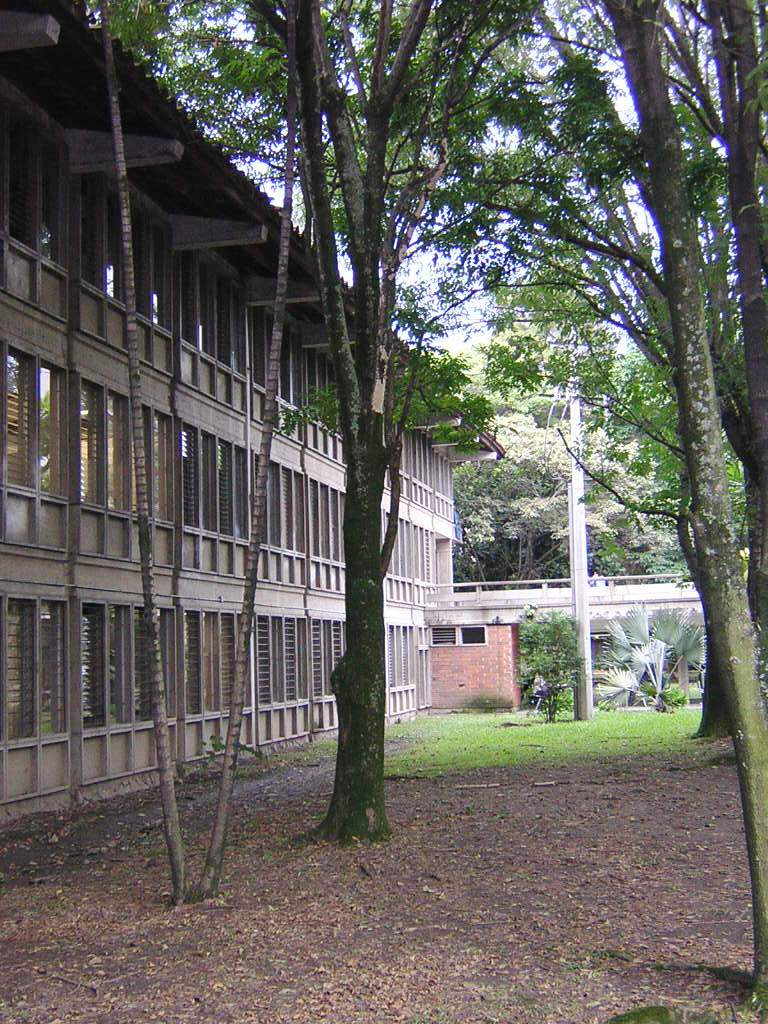
Bloque 14 sede del Instituto.

La Revista Estudios Políticos es una publicación semestral del Instituto de Estudios Políticos de la Universidad de Antioquia, enfocada a la difusión de informes finales de investigación, reflexiones teóricas, traducciones, conferencias y reseñas críticas, que ofrezcan datos para la explicación de la problemática política contemporánea en Colombia y América Latina. La revista publica trabajos de autores nacionales e internacionales consagrados a la ciencia y al pensamiento políticos, y además propicia la publicación de reseñas críticas y artículos de coyuntura elaborados por estudiantes de la Maestría en Ciencia Política del Instituto de Estudios Políticos.
La revista está asociada a la Federación Iberoamericana de Revistas Culturales (FIRC) y se encuentra en los siguientes catálogos e índices:
- Índice Nacional de Publicaciones Seriadas Científicas y Tecnológicas, Colciencias
- Current Legal Sociology
- CLASE (Universidad Nacional Autónoma de México)

Posgrado
- Maestría en Ciencia Política